# Casa de la Vila (Martorell)
La Casa de la Vila és l'edifici de l'ajuntament del municipi de Martorell (Baix Llobregat), una obra protegida com a bé cultural d'interès local.

## Descripció
És un edifici del segle xvi, de planta baixa i dos pisos, conegut antigament com "la casa del marquès", posteriorment rebé el nom de Cal Notari. De l'edifici del segle xvi solament es conserva el portal d'accés, els dos arcs escarsers del vestíbul de la segona planta, el d'entrada a la sala de sessions, el d'accés a l'àrea de despatxos i dependències de l'Alcaldia, a part d'altres elements estructurals. Aquest immoble ha patit diferents modificacions al llarg del temps. Concretament l'any 1916 el portal fou desplaçat cap a la dreta i es va suprimir una finestra. L'any 1937, quan l'Ajuntament va adquirir la casa, els dos balcons de la primera planta es van canviar per un sol balcó corregut. També es van incorporar alguns elements escultòrics -un escut, quatre gàrgoles (que posteriorment es van retirar)- procedents de l'església parroquial que havia estat destruïda.
Ferran Serra fou l'autor dels esgrafiats de la façana. Els quals representen els rius Anoia, com una nimfa, i Llobregat, com un faune, la fertilitat de la terra simbolitzada per la deessa Pomona, etc; així com l'escut de Martorell que conté una mà i un martell. També fa al·lusió a la muntanya de Montserrat i al pont del Diable.

## Història
Aquest esgrafiat fou fet quan l'Ajuntament adquirí l'edifici el 1937.